# 張奕 (棒球運動員)
張奕（Chang Yi，1994年2月26日—）是台灣職業棒球選手，擔任投手，現效力於中華職棒富邦悍將。花蓮縣萬榮鄉出身，表哥為陽岱鋼。

## 早年
張奕是花蓮縣萬榮鄉出身的原住民棒球員，父親為太魯閣族人，母親為台東馬蘭部落阿美族人。因嚮往表哥陽岱鋼，國中畢業後赴日留學，同樣就讀福岡第一高等學校，在棒球隊擔任右外野手兼投手。高三時代表學校參加第94屆全國高等學校棒球錦標賽福岡地區選拔大會，冠軍戰對飯塚高等學校中繼登板六局無失分，球隊以2比4惜敗。高中畢業後就讀日本經濟大學。大學期間在福岡六大學野球聯盟獲得新人王、兩次入選「最佳九人」、一次全壘打王。

## 職業生涯

### 歐力士猛牛
其後，張奕以外野手身份報名2016年10月的日本職棒選秀會，在育成選手選秀的第一輪被歐力士隊選中，簽約金300萬日圓，年薪250萬日圓（推定），背號122。
2018年球季因一直以來在二軍的打擊表現不佳，6月教練建議其轉任投手。由於高中時代曾任投手，故轉換上並不算過於陌生，8月在二軍首度登板即投出148km/h的球速。同年在二軍的出賽中，球速即突破150km/h關卡來到151km/h。合計二軍出賽5場、5局，防禦率1.80。同年7月與日本人女性登記結婚。　
2019年球季正式由外野手改登錄為投手。3、4月間二軍出賽5場，成績1勝1敗，防禦率2.19。球團在5月1日將張轉為支配下選手，背號換為98。5月16日在客場對千葉羅德海洋隊完成生涯一軍初登板，中繼0.2局無失分，但5月下半即遭下放二軍，7月時開始在二軍朝先發投手方向調整。8月8日，在北海道旭川球場對北海道日本火腿鬥士隊先發6局，被擊出2安打、無四死球、6次奪三振，僅失1分，拿下一軍首勝，也成為日本職棒上史上首位育成野手出身且由野手轉任投手後，在一軍首次先發即取得勝投的球員。

### 埼玉西武獅
2022年季後，西武獅森友哉行使自由球員權利轉戰歐力士，作為補償，球團挑走張奕。
2023年底，季後遭到西武獅戰力外通知，聯合試訓中也沒有獲得任何邀請，返回臺灣

### 富邦悍將
2024年，返台與台鋼雄鷹簽下練習生合約，同年季中選秀，在第二輪被富邦悍將選中，最後以總值1,314萬的2.5年合約加盟。

## 國際賽事
2019年11月6日世界棒球12強賽，中華隊在台中洲際棒球場對決委內瑞拉，擔任先發投手，主投七局，共投出6次三振；被擊出4支安打、無失分，終場中華隊以3：0取得預賽的二連勝。11月12日的複賽第二場，在千葉海洋球場先發對決南韓隊，主投6.2局，無失分，投球數112球，最終中華隊以7：0擊敗南韓，取得複賽的首勝。賽會結束後，獲選為全明星世界隊先發投手。
2019年11月12日，打破由大谷翔平保持的世界棒球12強賽先發投手連續局數未失分紀錄（原紀錄為13局）。為世界棒球12強賽連續局數未失分紀錄保持人（13.2局）；2024年12強賽事，以後援投手身份登板，總計5場8局0失分；兩屆賽事累計7場（其中2場先發）、5勝0負、21.2局未失分，除無失分紀錄持續保持外，也成為12強賽事第一位達成5勝的投手。
- 2019年世界棒球12強賽中華隊
- 2024年世界棒球12強賽中華隊

## 生涯成績

### 日本職棒
|           |           |    |    |   |   |   |   |   |   |   |      |     |       |     |    |    |   |   |     |   |   |    |    |       | WHIP |
| --------- | --------- | -- | -- | - | - | - | - | - | - | - | ---- | --- | ----- | --- | -- | -- | - | - | --- | - | - | -- | -- | ----- | ---- |
| 2019      | 歐力士    | 8  | 6  | 0 | 0 | 0 | 2 | 4 | 0 | 0 | .333 | 126 | 27.1  | 36  | 7  | 9  | 0 | 1 | 17  | 1 | 0 | 20 | 18 | 5.93  | 1.65 |
| 2020      | 歐力士    | 13 | 9  | 0 | 0 | 0 | 2 | 4 | 0 | 0 | .333 | 212 | 48.0  | 50  | 5  | 16 | 0 | 2 | 46  | 1 | 1 | 26 | 23 | 4.31  | 1.38 |
| 2021      | 歐力士    | 8  | 1  | 0 | 0 | 0 | 0 | 1 | 0 | 3 | .000 | 54  | 10.1  | 21  | 4  | 2  | 0 | 0 | 15  | 0 | 0 | 15 | 15 | 13.06 | 2.23 |
| 2022      | 歐力士    | 15 | 0  | 0 | 0 | 0 | 0 | 0 | 0 | 0 | ---- | 101 | 22.2  | 23  | 0  | 10 | 0 | 2 | 20  | 0 | 0 | 9  | 6  | 2.38  | 1.46 |
| 2023      | 西武      | 5  | 0  | 0 | 0 | 0 | 0 | 0 | 0 | 0 | ---- | 25  | 5     | 10  | 2  | 1  | 0 | 0 | 3   | 0 | 0 | 5  | 5  | 9.00  | 2.20 |
| 通算：5年 | 通算：5年 | 49 | 16 | 0 | 0 | 0 | 4 | 9 | 0 | 3 | .308 | 518 | 113.1 | 140 | 18 | 38 | 0 | 5 | 101 | 2 | 1 | 75 | 67 | 5.32  | 1.57 |

### 中華職棒
| 年度 | 球隊     | 出賽 | 先發 | 勝投 | 敗投 | 中繼 | 救援 | 完投 | 完封 | 三振 | 四死 | 責失 | 投球局數 | 自責分率 | 被上壘率 |
| ---- | -------- | ---- | ---- | ---- | ---- | ---- | ---- | ---- | ---- | ---- | ---- | ---- | -------- | -------- | -------- |
| 2024 | 富邦悍將 | 24   | 0    | 2    | 3    | 7    | 0    | 0    | 0    | 23   | 8    | 11   | 23.1     | 4.24     | 1.46     |
| 合計 | 1年      | 24   | 0    | 2    | 3    | 7    | 0    | 0    | 0    | 23   | 8    | 11   | 23.1     | 4.24     | 1.46     |

## 背號
- 122 （2017年－2019年）
- 98 （2019年－2022年）
- 47 （2023年）
- 19 （2019年世界棒球12強賽、2024年世界棒球12強賽、2024年－）

## 外部連結
- 選手名鑑 98 張 奕 （页面存档备份，存于） （日語）
- 張奕在台灣棒球維基館上的頁面（繁體中文）
- 張奕在日本職棒官網（英语）
- 張奕在中華職棒官網
- 張奕在Baseball-Reference.com（小聯盟以及海外聯盟）（英语）
- 張奕的Instagram帳戶